# Лепик, Марк Андерс
Марк Андерс Лепик (эст. Mark Anders Lepik; род. 10 сентября 2000, Таллин) — эстонский футболист, нападающий клуба «Флора» и национальной сборной Эстонии.

## Биография
Воспитанник клуба «Саку Спортинг», в юношеском возрасте также представлял команды «Нымме Юнайтед» и «Виймси». Во взрослом футболе дебютировал в 2016 году в старшей команде «Нымме Юнайтед», игравшей в четвёртом дивизионе Эстонии.
В 2017 году перешёл в таллинскую «Флору» и практически сразу стал привлекаться к играм основного состава клуба. Дебютировал в высшей лиге Эстонии в 16 с половиной лет, 18 марта 2017 года в игре против «Вапруса», на 77-й минуте заменил Маркуса Поома, а на 94-й минуте забил свой первый гол. В 2018 году пропустил из-за травмы первую половину сезона и выступал только в осенней части, где в 15 матчах высшего дивизиона забил 10 голов. Весной 2019 года был в аренде в швейцарском «Винтертуре», но за основную команду не выступал. После возвращения в «Флору» в 2019—2020 годах как правило выходит на замены в матчах высшей лиги. Становился чемпионом и обладателем Кубка Эстонии, принимал участие в матчах еврокубков.
Выступал за юниорские сборные Эстонии. В национальной сборной дебютировал 7 октября 2020 года в товарищеском матче против Литвы, вышел в стартовом составе и отыграл первые 65 минут.

## Достижения
- Чемпион Эстонии (4): 2017, 2019, 2020, 2022
- Обладатель Кубка Эстонии: 2019/20
- Финалист Кубка Эстонии: 2017/18
- Обладатель Суперкубка Эстонии (2): 2020, 2024
- Финалист Суперкубок Эстонии (3): 2017, 2018, 2022

## Личная жизнь
Отец Марка Андреса, Марко Лепик, родился в Йыхви, там же живут бабушка и дедушка. Есть старший брат Марти.